# Elizabeth McGovern
Elizabeth Lee McGovern (Evanston, Illinois, 18 de julio de 1961) es una actriz de cine y teatro estadounidense.

## Biografía
Sus padres son William Montgomery McGovern, un profesor universitario, y Katharine Woolcot, una profesora de instituto. Tiene una hermana, Cammie McGovern, que es novelista. Residentes en Illinois, la familia se trasladó a Los Ángeles, donde su padre trabajó en la Universidad de California.
Mientras realizaba sus estudios en el North Hollywood High School, también actuaba en el teatro de la universidad. En una ocasión, cuando interpretaba una obra de Thornton Wilder; una agente teatral, Joan Scott, quedó muy impresionada por su talento y le recomendó tomar clases de interpretación. Ella siguió su consejo y se matriculó en el American Conservatory Theater en San Francisco, y a continuación en la prestigiosa Juilliard School de Nueva York. 
Mientras estudiaba en esta escuela, recibió en 1980 una oferta para actuar en la película Ordinary People (1980), del director Robert Redford, interpretando el papel de la amiga de un adolescente atormentado, Conrad, (Timothy Hutton). La película ganó cuatro Premios Óscar.
Al año siguiente McGovern obtuvo una candidatura al Premio Oscar a la mejor actriz de reparto, por la película Ragtime (1981), de Milos Forman. 

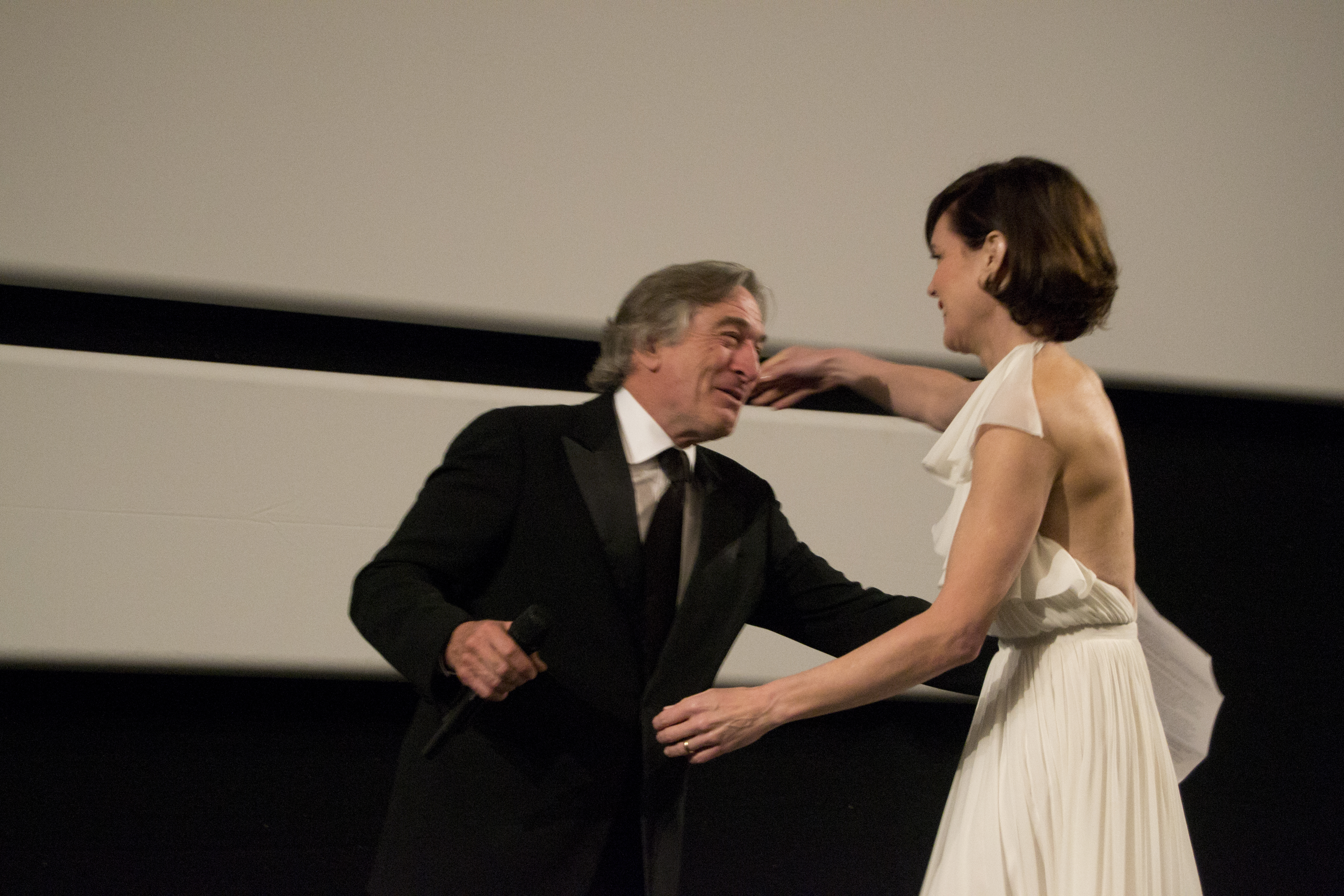
Junto al actor Robert De Niro.

En 1984 trabajó en la clásica película Érase una vez en América dirigida por Sergio Leone junto a Robert De Niro y James Woods, en la cual interpretó a la hermosa Deborah Gelly, el amor imposible de Noodles, un gánster interpretado por Robert De Niro, y esposa de Max, amigo del protagonista interpretado por James Woods.
Terminada su educación teatral, comenzó a intervenir en obras teatrales en Nueva York, primero en pequeños teatros y luego en Broadway. Desde entonces ha seguido actuando preferentemente en teatro.
En sus películas ha mostrado preferencia por los personajes excéntricos. Además del cine y del teatro, también ha trabajado en televisión, un medio en el que también ha tenido éxito.
En 1992 se casó con el productor y director británico Simon Curtis, con quien vive en Londres. El matrimonio tiene dos hijas.
Entre 2010 y 2015 protagonizó la serie de la ITV1 Downton Abbey en el papel de Cora Crawley, que le valió una nominación a los Premios Emmy 2011 por mejor actriz en miniserie.

## Filmografía
- Ordinary People (1980)
- Ragtime (1981)
- Heaven's Gate (1981)
- Lovesick (1983)
- Érase una vez en América (1984)
- Blancanieves y los siete enanitos (1984)
- Racing with the Moon (1984)
- Native Son (1986)
- Falso testigo (1987)
- Dear America: Letters Home from Vietnam (1987)
- She's Having a Baby (1988)
- Johnny Handsome (1989)
- Tune in Tomorrow (1990)
- Women and Men (1990)
- A Shock to the System (1990)
- El cuento de la criada (1990)
- Ashenden II (1991)
- Me and Veronica (1992)
- King of the Hill (1993)
- The Favor (1994)
- Broken Trust (1995)
- Wings of Courage (1995)
- Summer of Ben Tyler (1996)
- The Wings of the Dove (1997)
- Clover (1997)
- Twice Upon a Yesterday (1998)
- Lluvia en los zapatos (1998)
- The Misadventures of Margaret (1998)
- La pimpinela escarlata (1999)
- The House of Mirth (2000)
- Thursday the 12th (2000)
- Manila (2000)
- Buffalo Soldiers (2001)
- The Flamingo Rising (2001)
- Furia de titanes (2010)
- Kick-Ass (2010)
- Downton Abbey (2010-2014)
- The Chaperone (2018)[1]
- El pasajero (2018)
- The Wife (2018)
- Downton Abbey (2019)[2]
- Downton Abbey: A New Era (2022)

## Otros trabajos
- Bolt de Dick Francis, cinco capítulos emitidos en 1994 por BBC Radio 4: "Threats and Menaces", "Horses Begin to Die", "Hostile Intelligence", "The Killing Game" y "Nemesis for Two" en los que interpreta a "Danielle de Brescou".[3]

## Premios y nominaciones
Premios Óscar
| Año  | Categoría               | Película | Resultado |
| ---- | ----------------------- | -------- | --------- |
| 1982 | Mejor actriz de reparto | Ragtime  | Nominada  |